# غار پله
اشکفت پله مربوط به هزاره سوم قبل از میلاد است و در شهرستان پل‌دختر، بخش مرکز ی، دهستان جلوگیر، روستای ده بزرگ کرکی واقع شده و این اثر در تاریخ ۱۵ دی ۱۳۸۷ با شمارهٔ ثبت ۲۴۲۵۵ به‌عنوان یکی از آثار ملی ایران به ثبت رسیده است.